# Stephanus Tri Bửu Thiên
Stephanus Tri Bửu Thiên (ur. 15 lutego 1950 w Trà Long) – wietnamski duchowny rzymskokatolicki, w latach 2010–2025 biskup Cần Thơ.

## Życiorys
Święcenia kapłańskie przyjął 22 lipca 1987 i został inkardynowany do diecezji Cần Thơ. Po czterech latach pracy w parafiach w diecezji został wykładowcą diecezjalnego seminarium. W 1994 podjął studia teologiczne na Papieskim Uniwersytecie Urbaniana, uwieńczone w 1998 tytułem doktora. Po uzyskaniu tytułu powrócił do Wietnamu i ponownie został profesorem seminarium w Cần Thơ.
26 listopada 2002 został mianowany biskupem koadiutorem Cần Thơ. Sakry biskupiej udzielił mu 18 lutego 2003 ówczesny biskup Cần Thơ, Emmanuel Lê Phong Thuận. Po śmierci bp. Lê Phong Thuậna 17 października 2010 objął urząd biskupa diecezjalnego. 1 stycznia 2025 papież Franciszek przyjął jego rezygnację ze stanowiska.